# Danmarks industrialisering
 For alternative betydninger, se Industrialiseringen i Danmark.
Danmarks industrialisering er en dansk dokumentarserie i 4 afsnit fra 1988 med instruktion og manuskript af Finn Løkkegård og Elsebeth Cato.
Serien omhandler Industrialiseringen i Danmark fra midten af 1800-tallet og frem til 1980'erne.

## Afsnit
| # | Titel                          | Første sendedag |
| --- | ------------------------------ | --------------- |
| 1 | "Danmarks industrialisering 1" | 11. januar 1990 |
| Mellem 1840 og 1914 slog den industrielle produktionsmåde igennem i Danmark. Produktionsmåder før industrialiseringen skildres: husflid, håndværk og manufaktur. Vi ser eksempler på de første fabrikker, og der redegøres for periodens sociale og økonomiske forhold. Fra midten af 90'erne og frem til udbruddet af første verdenskrig nød dansk erhvervsliv godt af en almindelig højkonjunktur. Men det industrielle gennembrud medfører også miserable arbejdsforhold for mænd, kvinder og børn. |                                |                 |
| 2 | "Danmarks industrialisering 2" |                 |
| Krigsøkonomien under Første Verdenskrig skildres. De første efterkrigsår medfører både boom og krak. Vi ser virksomhedsoptagelser fra 1920'erne og hører om verdenskrisen i begyndelsen af 1930'erne, som medfører afvandring fra landbruget og arbejdsløshed i byerne. Trods krisesymptomer er 1930'erne en tid, hvor velfærdssamfundet så småt viser sig. |                                |                 |
| 3 | "Danmarks industrialisering 3" |                 |
| Dette afsnit af historien om Danmarks industrialisering skildrer krigsøkonomi og fremstilling af erstatningsvarer og forsyningsvanskeligheder under besættelsen. Marshall-hjælp og begyndende liberalisering af den internationale handel følger og siden kommer 1960'ernes højkonjunktur og dansk industris anden store vækstperiode. Boliger og fabrikker opføres i forstæder og landdistrikter, og Danmark tilslutter sig EFTA i 1960 og i 1973 EF. |                                |                 |
| 4 | "Danmarks industrialisering 4" |                 |
| Filmen skildrer 1980'ernes aktuelle problemer med korte tilbageblik til 70'erne. Vi får indblik i jernindustriens stærkt opdelte arbejde og delvist automatiserede produktion. Dansk industri har flere små og færre store fabrikker end almindeligt i andre industrilande. Den nye industri placeres uden for de gamle bycentre. Der rationaliseres gennem anvendelse af edb, robotter og flydende råvarer i stedet for faste. Med de nye produktionsmetoder følger nye arbejdsmiljøproblemer. Bl.a. giver filmen indblik i bioteknologiens perspektiver, det ydre miljø og udnyttelsen af vedvarende energi og naturgas. |                                |                 |